# Fascia altomontana dell'Etna
Fascia altomontana dell'Etna este o arie protejată (arie specială de conservare — SAC, sit de importanță comunitară — SCI) din Italia întinsă pe o suprafață de 5.951 ha, integral pe uscat.

## Localizare
Centrul sitului Fascia altomontana dell'Etna este situat la coordonatele 37°45′14″N 14°59′38″E / 37.753889°N 14.993889°E.

## Înființare
Situl Fascia altomontana dell'Etna a fost declarat sit de importanță comunitară în septembrie 1995 pentru a proteja 2 specii de animale. Situl a fost protejat și ca arie specială de conservare în martie 2017.

## Biodiversitate
Situată în ecoregiunea mediteraneană, aria protejată conține 7 habitate naturale: Păduri de fag din Apenini cu Taxus și Ilex, Grohotișuri termofile și vest-mediteraneene, Păduri de pin (sub-) mediteraneene cu pini negri endemici, Pseudostepă cu ierburi și specii anuale de Thero-Brachypodietea, Pante stâncoase silicioase cu vegetație casmofită, Lande oro-mediteraneene cu formațiuni endemice de grozamă, Câmpuri de lavă și excavații naturale.
La baza desemnării sitului se află mai multe specii protejate de  păsări (2): Alectoris graeca whitakeri, ciocârlie de pădure (Lullula arborea)
Pe lângă speciile protejate, pe teritoriul sitului au mai fost identificate 26 de specii de plante, 3 specii de păsări, 2 specii de mamifere, 216 specii de nevertebrate, 5 specii de reptile.